# تركي الجعدي
تركي الجعدي مواليد 20 مارس 2003، هو لاعب كرة قدم سعودي يلعب حالياً في النادي العربي كظهير أيسر.

## مسيرة اللاعب
لعب في بداياته مع نادي الاتحاد ولعب بعدها مع النادي العربي.